# Simvastatina
Simvastatina è un composto, un derivato sintetico di un prodotto di fermentazione di Aspergillus terreus, appartenente alla famiglia delle statine, che viene impiegato in associazione alla dieta, all'esercizio fisico ed alla ricerca della perdita di peso per ridurre l'ipercolesterolemia, trattare le condizioni associate e prevenire la malattia cardiovascolare. In Italia il farmaco è venduto dalla società farmaceutica Sigma-Tau con il nome commerciale Sivastin e da Merck & Co. con il nome di Zocor.
A seguito della scadenza dei brevetti viene inoltre commercializzato da numerose altre società farmaceutiche come medicinale generico.

## Farmacodinamica
Simvastatina fa parte della famiglia delle statine (o vastatine), e come queste agisce come inibitore selettivo e competitivo dell'enzima HMG-CoA reduttasi (3-idrossi-3-metiglutaril coenzima A reduttasi). Questo enzima è deputato alla conversione di 3-idrossi-3-metilglutaril coenzima A in mevalonato. Questa conversione è una reazione precoce e limitante la biosintesi del colesterolo di cui mevalonato è un precursore fondamentale.

Il principale organo bersaglio su cui agisce simvastatina per ridurre le concentrazioni di colesterolo è il fegato.
Le lipoproteine a bassa densità (LDL) si formano a partire dalle VLDL e sono catabolizzate in particolare dal recettore ad alta affinità per le LDL.
Il farmaco provoca un aumento del numero dei recettori per le LDL sulla superficie degli epatociti, ed a questo consegue perciò un incremento della captazione e del catabolismo di queste lipoproteine.
La molecola agisce inoltre inibendo la sintesi epatica delle VLDL, riducendo in sostanza il numero totale di lipoproteine appartenenti ad entrambe le classi, VLDL ed LDL.

Studi clinici hanno evidenziato che simvastatina riduce le concentrazioni di colesterolo VLDL con un aumento del catabolismo del colesterolo LDL. Anche l'apolipoproteina B diminuisce in modo netto durante il trattamento con simvastatina, mentre si assiste ad un incremento variabile del colesterolo HDL e ad una riduzione dei trigliceridi plasmatici. Il risultato finale di queste modificazioni è una riduzione dei rapporti tra colesterolo totale e colesterolo HDL così come tra colesterolo LDL e colesterolo HDL.

## Farmacocinetica
Dopo somministrazione per via orale simvastatina è ben assorbita dal tratto gastroenterico. Nell'organismo umano subisce un estensivo processo di estrazione primaria da parte della ghiandola epatica. Va ricordato che la molecola è un lattone inattivo la cui idrolisi, che ha luogo principalmente nel fegato, comporta la trasformazione nella forma beta-idrossiacida corrispondente, un inibitore estremamente potente della HMG-CoA reduttasi.
L'entità dell'estrazione epatica dipende dal flusso ematico a livello del fegato. In ogni caso mediamente la biodisponibilità del derivato beta-idrossiacido nella circolazione sistemica dopo assunzione orale è risultata essere inferiore al 5% della dose somministrata.
La concentrazione plasmatica massima (Cmax) degli inibitori attivi viene raggiunta dopo circa 1-2 ore (Tmax) dalla somministrazione.

L'assunzione concomitante di simvastatina e cibo non influenza l'assorbimento.
Il legame di simvastatina e del metabolita attivo con le proteine plasmatiche è superiore al 95%.
La molecola è un substrato del CYP 3A4. Oltre alla forma beta-idrossiacida si riconoscono altri 4 metaboliti attivi principali. Studi sperimentali con farmaco radiomarcato hanno evidenziato che dopo una singola dose orale simvastatina viene escreta, nel giro di 96 ore, per il 13% nelle urine e per il 60% nelle feci (la quota comprende il medicinale assorbito ed escreto nella bile e quello non assorbito).
A seguito di iniezione endovenosa del metabolita beta-idrossiacido l'emivita media di quest'ultimo è stata determinata in circa 1,9 ore.

## Usi clinici
Simvastatina trova utilizzo negli adulti, adolescenti e bambini con più di 10 anni di età affetti da ipercolesterolemia primaria, ipercolesterolemia familiare eterozigote o iperlipemia mista (tipo IIa e IIb secondo la classificazione di Fredrickson) in associazione alla dieta per ridurre i livelli elevati di colesterolo totale, colesterolo LDL, apolipoproteina B e trigliceridi, quando la risposta alla dieta e altre misure non farmacologiche sia risultata insoddisfacente. Viene utilizzata anche nel trattamento dell'ipercolesterolemia familiare omozigote in associazione od in alternativa ad altri trattamenti ipolipemizzanti (ad esempio LDL aferesi).
Simvastatina è anche autorizzata per la prevenzione primaria e secondaria degli eventi cardiovascolari maggiori (riduzione di infarto miocardico, ictus, procedure di rivascolarizzazione e morte per cause cardiovascolari) in pazienti a rischio elevato di insorgenza di un primo evento cardiovascolare (malattia aterosclerotica cardiovascolare manifesta o diabete mellito), così come terapia aggiuntiva alla correzione di altri fattori di rischio.
Uno studio del 2025, combinando l'intelligenza artificiale integrativa con la biologia dei sistemi, ha rilevato che pazienti trattati con simvastatina avevano statisticamente meno probabilità di contrarre la malattia di Parkinson in corso della loro vita. L'uso di questa sostanza per rallentare la progressione della malattia è in attesa di essere testato in laboratorio.

## Effetti collaterali ed indesiderati
| Tipi di reazioni                                                  | Comuni (>1/100, <1/10) | Non comuni (>1/1.000, <1/100) | Rare (>1/10.000, <1/1.000)                                                                                  | Molto rare (<1/10.000)       | Frequenza non nota                 |
| ----------------------------------------------------------------- | ---------------------- | ----------------------------- | --- | ---------------------------- | ---------------------------------- |
| Patologie del sistema emolinfopoietico                            |                        |                               | - Anemia |                              |                                    |
| Disturbi psichiatrici                                             |                        |                               | | - Insonnia                   | - Depressione.                     |
| Patologie del sistema nervoso                                     |                        |                               | - Cefalea - Parestesia - Capogiri - Vertigini - Neuropatia periferica                                       | - Alterazione della memoria. |                                    |
| Patologie respiratorie, toraciche e mediastiniche                 |                        |                               | |                              | - Malattia interstiziale polmonare |
| Patologie gastrointestinali                                       |                        |                               | - Stipsi - Dolore addominale - Meteorismo - Dispepsia - Diarrea - Nausea - Vomito - Pancreatite             |                              |                                    |
| Patologie epatobiliari                                            |                        |                               | - Epatite/ittero                                                                                            | - Insufficienza epatica      |                                    |
| Patologie cutanee e del tessuto sottocutaneo                      |                        |                               | - Eruzione cutanea - Prurito - Alopecia                                                                     |                              |                                    |
| Patologie del sistema muscoloscheletrico e del tessuto connettivo |                        |                               | - Miopatia (1) - Miosite - Rabdomiolisi con o senza insufficienza renale acuta - Mialgia - Crampi muscolari |                              |                                    |
| Patologie dell'apparato riproduttivo e della mammella             |                        |                               | |                              | - Disfunzione erettile             |
| Patologie sistemiche                                              |                        |                               | - Astenia                                                                                                   |                              | - Febbre                           |
| Esami diagnostici                                                 |                        |                               | - Aumento delle transaminasi (ALT, AST, γGT) - Aumento della fosfatasi alcalina - Aumento della CPK         |                              |                                    |

(1) La miopatia indotta da statine comprende diversi disturbi muscolari, dalla mialgia alla miosite (incremento dei livelli di creatinfosfochinasi maggiore di 10 volte il limite superiore di norma) fino alla rabdomiolisi. Aumenti lievi e transitori di creatinfosfochinasi associati al trattamento con simvastatina, non assumono rilevanza clinica nella maggior parte dei pazienti. Se gli incrementi sono elevati (maggiori 10 volte il limite massimo superiore) e/o sono associati a sintomi quali dolorabilità muscolare diffusa e mialgia, il farmaco va sospeso e si deve verificare se tali sintomi sono riconducibili a miopatia.
L'incidenza di miopatia da simvastatina è dose-dipendente: 0,02% con la dose di 20 mg e 0,53% con la dose di 80 mg.
Nei trial clinici molti dei casi di rabdomiolisi osservati con simvastatina sono comparsi in pazienti con nefropatia diabetica. Il rischio di miopatia aumenta se la simvastatina è somministrata insieme a farmaci che possono inibirne il metabolismo con conseguente aumento della sua esposizione sistemica o in associazione a farmaci che di per sé possono causare miopatia (gemfibrozil, niacina e fibrati).
L'incidenza di miopatia sembrerebbe aumentare anche con l'associazione terapeutica simvastatina più ezetimibe.
In uno studio clinico è stato osservato un incremento asintomatico degli enzimi epatici nel 2% dei pazienti trattati con simvastatina più ezetimibe rispetto a nessun paziente trattato con i singoli farmaci o con il placebo.

## Controindicazioni
Il composto è controindicato nei soggetti con ipersensibilità nota al principio attivo oppure ad uno qualsiasi degli eccipienti della formulazione farmaceutica. È inoltre controindicato nei soggetti con epatopatia in fase attiva, negli alcolisti o in coloro che registrano incrementi persistenti e senza causa evidente delle transaminasi, in caso di co-somministrazione di potenti inibitori del CYP3A4 (come ad esempio itraconazolo, ketoconazolo, inibitori della proteasi dell'HIV, eritromicina, claritromicina, telitromicina e nefazodone).
Si deve evitarne la somministrazione anche nelle donne gravide o che allattano al seno.

## Dosi terapeutiche
Il dosaggio deve essere personalizzato tenendo presente la concentrazione di base del colesterolo LDL, dell'obiettivo del trattamento e della risposta del paziente.
La dose giornaliera di simvastatina varia da 5 a 80 mg, la dose iniziale usuale è compresa tra 10 e 20 mg, in una singola somministrazione. Aggiustamenti del dosaggio possono essere fatti dopo un adeguato intervallo di tempo (a intervalli di non meno di quattro settimane). La dose massima è di 80 mg, ed è utilizzabile solo nei pazienti con severa ipercolesterolemia e ad alto rischio di complicazioni cardiovascolari, sempre in singola somministrazione.
- Ipercolesterolemia primaria

Durante il trattamento con il farmaco il paziente deve seguire una dieta standard ipocolesterolemica. La dose iniziale è solitamente pari a 10–20 mg al giorno, in unica dose alla sera. I soggetti che necessitano di una importante riduzione del colesterolo LDL (superiore al 45%) possono iniziare con 20–40 mg al giorno, sempre in dose singola alla sera. Gli aggiustamenti del dosaggio, se richiesti, vengono eseguiti ad intervalli di almeno 4 settimane.
- Ipercolesterolemia familiare omozigote

La dose raccomandata è di 40 mg al giorno alla sera oppure 80 mg al giorno in tre dosi (20 mg + 20 mg + una dose serale di 40 mg). La statina deve essere utilizzata in aggiunta ad altre terapie ipolipemizzanti (ad esempio LDL aferesi).
- Prevenzione cardiovascolare primaria e secondaria

La dose iniziale di simvastatina generalmente varia da 20 a 40 mg al giorno, in dose singola alla sera, in soggetti con elevato rischio di cardiopatia coronarica è possibile aumentare la dose di simvastatina a 80 mg al giorno, in singola somministrazione serale. La terapia farmacologia deve svolgersi simultaneamente ad una dieta ipolipidica, all'esercizio fisico e all'abolizione del fumo di sigaretta.

## Interazioni
- Ciclosporina, derivati dell'acido fibrico, niacina: quando la statina è associata a questi farmaci aumenta il rischio di mialgia e rabdomiolisi grave con insufficienza renale acuta. È pertanto necessario monitorare i livelli di creatinfosfochinasi e la funzionalità renale. La niacina dovrebbe essere preferita ai fibrati perché, sulla base dei dati clinici, il rischio di miopatia sembra inferiore. In associazione a niacina, fibrati (eccetto il Fenofibrato) o ciclosporina la dose massima di simvastina è di 10 mg/die.
- Amiodarone: la co-somministrazione con simvastatina ad elevato dosaggio (80 mg/die) sembra aumentare di circa 10 volte il rischio di miopatia. In combinazione con amiodarone, la dose di simvastatina non deve superare i 20 mg/die.
- Farmaci induttori del CYP3A4: la rifampicina ed altri induttori dell'isoenzima CYP3A4 possono ridurre l'esposizione sistemica alla simvastatina e quindi comportare perdita di efficacia del farmaco ipocolesterolemizzante. Uno studio di farmacocinetica su volontari normali, ha dimostrato che l'AUC per la simvastatina si era ridotta del 93% con la somministrazione concomitante di rifampicina.
- Farmaci potenti inibitori del CYP3A4 (eritromicina, claritromicina, inibitori della proteasi HIV, nafazodone, succo di pompelmo): possono provocare un incremento clinicamente significativo dell'esposizione sistemica alla simvastatina per inibizione farmacometabolica del citocromo P450 3A4, favorendo il rischio di tossicità muscolare. Il consumo di un bicchiere di succo di pompelmo (circa 250 ml) non sembra comportare delle manifestazioni a livello clinico pur determinando un aumento del 13% dell'attività inibitoria della statina, misurata in termini di AUC. Al contrario gli effetti del succo di pompelmo sul metabolismo della simvastatina diventano significativi per quantità superiori al litro. Si raccomanda pertanto di non assumere elevate quantità di succo di pompelmo durante la terapia con simvastatina.
- Calcio-antagonisti: in associazione ai calcio-antagonisti il rischio di miopatia risulta aumentare. Negli studi clinici, l'incidenza di miopatia è stata pari allo 0,63% con simvastatina più verapamil, allo 0,085% con simvastatina più diltiazem, allo 0,096% con simvastatina più amlodipina rispetto al valore di riferimento di 0,061% osservato per i pazienti in terapia con la statina senza nessuno dei tre calcio-antagonisti. In associazione a verapamil, la dose massima raccomandata di simvastatina è pari a 20 mg/die; in associazione a diltiazem, la dose massima raccomandata è di 40 mg/die.
- Farmaci immunosopressori: in associazione con farmaci che deprimono il sistema immunitario è necessario ridurre il dosaggio di simvastatina.
- Warfarin, anticoagulanti cumarinici: simvastatina sembra avere un effetto di potenziamento degli anticoagulanti cumarinici. Prima di iniziare la terapia con simvastatina si deve valutare l'indice INR e nel caso di co-somministrazione è consigliabile monitorare il tempo di protrombina con una frequenza opportuna per evitare il rischio di variazioni clinicamente rilevanti dell'indice INR. Una volta che il tempo di protrombina si è stabilizzato, lo schema dei controlli deve seguire quello normalmente indicato per l'anticoagulante utilizzato. Analoga procedura deve essere attuata nel caso la dose di simvastatina sia modificata o la terapia ipolipemizzante interrotta.

## Gravidanza e allattamento
La somministrazione di simvastatina è controindicata in donne che sono in stato di gravidanza. Nelle donne in età fertile si consiglia di associare alla terapia con simvastatina delle valide misure contraccettive. Il farmaco riduce la sintesi di colesterolo, molecola fondamentale per la sintesi di steroidi e delle membrane cellulari, elementi essenziali per lo sviluppo fetale.
Il profilo di tossicità nelle donne in gravidanza non è stato indagato sufficientemente, ma il rischio potenziale che deriva dall'inibizione dell'HMG-CoA reduttasi appare superiore ai vantaggi attesi del trattamento durante tale periodo.
Infatti l'aterosclerosi è un processo cronico e ragionevolmente l'interruzione del trattamento con statina durante la gravidanza dovrebbe avere un impatto molto limitato sul rischio a lungo termine correlato all'ipercolesterolemia primaria.
Se si verifica una gravidanza durante la terapia con simvastatina, il farmaco deve essere immediatamente sospeso.
Non ci sono dati certi sulla possibile escrezione di simvastatina nel latte materno umano. Poiché colesterolo e gli altri derivati della biosintesi del colesterolo, inibiti dal farmaco, sono essenziali, a fini precauzionali, l'allattamento al seno durante la terapia farmacologica non è raccomandato.

## Avvertenze
Monitoraggio epatico: poiché la simvastatina risulta potenzialmente epatotossica, è necessario eseguire periodicamente la valutazione della funzionalità epatica. Il monitoraggio deve essere eseguito con attenzione in presenza di epatopatie croniche (epatite cronica virus correlate, epatopatia alcol correlata, cirrosi, steatosi epatica non alcolica).
In pazienti senza malattia epatica, il monitoraggio prevede la determinazione dei livelli di AST e ALT prima dell'inizio della terapia con simvastatina (valori normali per AST < 37 U/L e per ALT < 41 U/L) e dopo 6 settimane. Se i valori di AST e ALT rimangono nei limiti o aumentano moderatamente, ricontrollare dopo 6 settimane, quindi dopo 3 mesi e successivamente ogni 6 mesi. Se dopo 6 settimane dall'inizio della terapia, gli enzimi epatici risultano > 2 volte i limiti ULN, sospendere la terapia con la simvastatina e attendere la normalizzazione degli enzimi epatici, quindi riprendere la terapia ipolipemizzante con una statina diversa da simvastatina.
In pazienti con malattia epatica cronica o cirrosi epatica compensata, valutare gli enzimi epatici prima di iniziare il trattamento con simvastatina quindi dopo 2 settimane. Se i valori rientrano nei limiti raccomandati o risultano lievemente aumentati continuare la terapia effettuando il monitoraggio di AST e ALT ogni 4 settimane per 4 mesi, poi ogni 3 mesi. In caso di un incremento della dose di statina, effettuare il monitoraggio degli enzimi epatici dopo 2 settimane, poi con cadenza mensile per 4 mesi dopo l'aumento della dose. Se dopo 2 settimane dall'inizio della terapia con simvastatina gli enzimi epatici superano 2 volte o più i valori di base, sospendere la statina, attendere la normalizzazione di AST e ALT quindi valutare la sostituzione della statina.
I pazienti con steatosi non alcolica possono seguire il monitoraggio consigliato per i pazienti senza malattia epatica.
In caso di livelli elevati e persistenti di aminotransaminasi (>= 3 volte ULN), indipendentemente dalla presenza di malattia epatica preesistente, la simvastatina deve essere sospesa; nei trial clinici questi aumenti non erano associati, nella maggior parte dei casi, ad un quadro clinico di malattia epatica e sono regrediti una volta interrotta la terapia farmacologica.
La simvastatina è controindicata nei pazienti con malattia epatica attiva.
L'associazione simvastatina più ezetimibe non è raccomandata (secondo le indicazioni della ditta produttrice) nei pazienti con insufficienza epatica moderata o grave.